# 초대칭
초대칭(超對稱, 영어: supersymmetry 슈퍼시메트리[*], 약자 SUSY)은 보손과 페르미온 기본 입자를 연관짓는 대칭이다. 초대칭에 따르면, (초대칭 깨짐을 무시하면)모든 입자는 스핀이 ½만큼 다르다는 것 말고는 동일한 성질(전하, 질량 등 양자수)을 지닌 하나 이상의 입자를 가진다(이러한 입자를 초대칭쌍이라 한다). 초대칭은 이론적으로 여러 가지 장점을 지니며, 또한 간접적인 실험적 증거가 있으나, 아직 직접적으로 실험적으로 검증되지 않았으며, 아직 아무 초대칭쌍도 발견되지 않았다.

## 도입 목적
초대칭은 여러 이론적 · 현상론적 장점을 지닌다.

### 계층 문제
역사적으로, 초대칭은 주로 표준 모형의 계층 문제를 풀기 위하여 도입되었다.
표준 모형에서는 기본 입자에 질량을 부여하기 위하여 힉스 메커니즘으로 전약력 대칭을 깬다. 그러나 실험적으로 관측된 전약력 대칭 깨짐 눈금 (다시 말해, 힉스 보손의 질량)은 플랑크 눈금이나 대통일 눈금 등의 눈금보다 현저히 작다. 재규격화군 이론에 따라, 이론적으로 힉스 보손과 같은 스칼라 입자는 2승적으로 대통일 눈금이나 플랑크 눈금에 따라 보정된다. 따라서, 힉스 보손이 (상대적으로) 가벼운 이유를 설명하기 힘들다. 초대칭을 도입하면, 힉스 보손의 질량에서 보손에 의한 양의 보정과 페르미온에 의한 음의 보정이 서로 상쇄하여, 2승적인 보정이 사라지고, 계층 문제가 해결된다.
굳이 계층 문제 말고도, 초대칭은 대체로 이론의 재규격화적 보정을 억제한다. 따라서 여러 종류의 비재규격화 정리 (nonrenormalization theorem)을 증명할 수 있다.
최소 초대칭 표준 모형 등의 모형은 계층 문제를 초대칭을 써서 해결하기 위하여 만들어졌다. 그러나 갈린 초대칭 (split SUSY) 따위의 모형은 계층 문제를 해결하려고 하지 않고, 대신 인간 중심 원리를 쓴다.

### 우주 상수
기존의 양자장론은 우주 상수의 크기를 설명하지 못한다. 양자장론에서는 진공요동에 의하여 약 플랑크 눈금 (또는 대통일 눈금) 정도의 진공에너지 (우주 상수)가 존재한다. 그러나 실제 관측된 우주 상수는 이론값보다 현저히 작다. 질량 눈금으로 비교하면
{\displaystyle M_{\text{Planck}}/M_{experiment}\approx 10^{30}.}
즉 약 30승의 차이가 난다. 초대칭적 양자장론의 경우, 초대칭이 깨지지 않는 한 진공에너지는 정확히 0이다. 이는 보손에 의한 양의 진공에너지와 페르미온에 의한 음의 진공에너지가 서로 상쇄하기 때문이다. 낮은 에너지에서는 초대칭이 깨지므로, 진공 에너지는 대략 초대칭 깨짐 눈금 (약 1 TeV) 정도일 것이라고 예측할 수 있다. 이를 관측값과 비교하면 다음과 같다.
{\displaystyle M_{\text{SUSY}}/M_{experiment}\approx 10^{15}.}
따라서 원래 30승의 차이가 15승으로 줄어든 것을 알 수 있다. 즉 초대칭을 도입하면 우주 상수 문제가 호전하나, 완전히 풀리지 않는다.

### 대통일 이론
표준 모형의 세 게이지 결합상수는 높은 에너지에서는 서로 유사한 값을 지니게 된다. 이는 대통일 이론의 존재의 증거로 여겨진다. 그러나 표준 모형에 따라 계산하면, 이들 상수의 값은 현재의 실험적 측정 오차 이상으로 빗나간다. 대신 초대칭을 도입한 최소 초대칭 표준 모형에서는 세 결합상수가 측정 오차 안으로 통일된다. 따라서 초대칭은 대통일 이론을 수월하게 한다.

### 암흑 물질
관측에 따라, 관측 가능한 우주의 질량의 상당량은 일반적인 방법으로 검출되지 않는 암흑 물질이라는 사실이 밝혀졌다. 최소 초대칭 표준 모형과 같이 R반전성을 도입하면, 가장 가벼운 초대칭 입자(lightest superpartner, 약자 LSP)는 안정하고, (대부분의 모형에서는) 일반적 물질과 잘 상호작용하지 않는다. 따라서 초대칭과 R반전성은 좋은 암흑 물질 후보를 제공한다.

### 끈 이론
초대칭을 포함하지 않는 끈 이론 (보손 끈 이론)은 타키온을 포함하여, 이론적으로 모순된다. 또한 보손 끈 이론은 페르미온을 포함할 수 없다. 초대칭을 끈 이론에 도입하면 이러한 문제를 해결하여, 일관적이고 페르미온을 포함하는 이론을 만들 수 있다. 이를 초끈 이론이라고 한다.

## 이론
현대물리학의 이론은 대개 여러 종의 대칭을 따른다. 따라서 이론이 따를 수 있는 모든 가능한 대칭을 분류하여, 가능한 물리 이론을 찾을 수 있다. 특수상대론 이래, 물리 이론은 로런츠 대칭을 따른다. 따라서 자연스럽게 로런츠 대칭의 자명하지 않은 (로런츠 대칭과 가환하지 않는) 확장을 찾게 된다. (로런츠 대칭의 자명한 확장은 여럿이 있고, 대개 게이지 대칭이라 불린다.) 하크-워푸샨스키-조니우스 정리에 따라, 2차원 이상의 시공에서 초대칭은 (꽤 일반적인 조건 아래) 푸앵카레 군의 유일하게 자명하지 않은 확장이다.
콜먼-맨듈라 정리에 따라, 보손적인 대칭 (보손을 보손으로 보내는 대칭, 또는 그 보존량이 텐서인 대칭)은 오직 4차원 운동량 벡터와 4차원 각운동량 텐서밖에 없다. 따라서 새로운 대칭은 (손지기) 스피너를 따라야만 한다. (이러한 대칭을 페르미온 대칭이라고 부른다.) 만약 스핀이 {\displaystyle j/2}인 스피너 대칭이 있다면, 두 대칭을 곱해 스핀 {\displaystyle j}인 텐서를 만들 수 있게 된다. 따라서 스핀 3/2나 5/2 등을 가진 대칭은 (스핀이 3이나 5인 자명하지 않은 텐서 대칭이 없으므로) 불가능하고, 유일하게 스핀 ½만이 가능하다. 이것이 초대칭이다.
스피너로서, 초대칭 생성원 {\displaystyle Q_{\alpha }}은 (왼손) 스피너 지표 {\displaystyle \alpha =1,2}를 가진다. 그 켤레인 {\displaystyle {\bar {Q}}_{\dot {\alpha }}}는 오른손 스피너 지표 {\displaystyle {\dot {\alpha }}=1,2}를 따른다. 따라서 페르미온 상태와 보손 상태에 다음과 같이 작용한다.
{\displaystyle Q_{\alpha }|{\text{boson}}>=|{\text{fermion}}>_{\alpha },Q^{\alpha }|{\text{fermion}}>_{\alpha }=|{\text{boson}}>}
초대칭 생성원은 페르미온적이므로, 교환자 대신 반교환자를 써서 그 대수적 구조를 나타낸다.
{\displaystyle \{Q,Q^{\dagger }\}=\sum _{\mu }\sigma ^{\mu }P_{\mu }}
여기서 {\displaystyle \sigma ^{\mu }}는 파울리 행렬, {\displaystyle P_{\mu }}는 운동량 연산자이며, {\displaystyle Q^{\dagger }}는 {\displaystyle Q}의 에르미트 켤레이다. (파울리 행렬은 오른손과 왼손 스피너 지표 둘 다 지니므로 이와 같은 식이 가능하다.) 따라서 초대칭 전하 {\displaystyle Q}를 운동량 {\displaystyle P}의 제곱근의 일종으로 볼 수 있다.

## 역사
1966년에 일본의 미야자와 히로나리(일본어: 宮澤 弘成)가 강입자 물리학에서 중입자와 중간자를 연관짓는 대칭을 제안하였지만, 큰 관심을 받지 못했다. 이후 1970년대 초에 들어, 끈 이론과 일반적 양자장론을 연구하던 여러 학자들이 독립적으로 초대칭을 재발견하기 시작하였다. 끈 이론에서는, 1971년에 프랑스의 장루프 제르베(Jean-Loup Gervais)와 일본의 사키타 분지(崎田 文二), 같은 해에 프랑스의 피에르 라몽 이 끈 이론에서 초대칭이 필요하다는 사실을 유추하였다. 양자장론에서는, 1971년에 러시아(당시 소련)의 유리 골판트(Ю́рий Абра́мович Го́льфанд)와 예브게니 리흐트만(Евгений П. Лихтман), 1972년에 러시아(당시 소련)의 드미트리 볼코프(Дми́трий Васи́льевич Во́лков)와 우크라이나의 블라디미르 아쿨로프(Влади́мир П. Аку́лов) 가 각각 초대칭에 관련된 논문을 출판하였다. 그러나 서방의 학계에서 가장 잘 알려지게 된 논문은 1974년에 오스트리아의 율리우스 베스와 이탈리아의 브루노 추미노가 쓴 것이었다. 이는 이후 베스-추미노 모형으로 알려지게 된다.

## 같이 보기
- 초공간
- 초장/초다중항
- 하크-워푸샨스키-조니우스 정리
- 최소 초대칭 표준 모형
- 초대칭 게이지 이론
- 초끈 이론